# Hercule du Forum Boarium

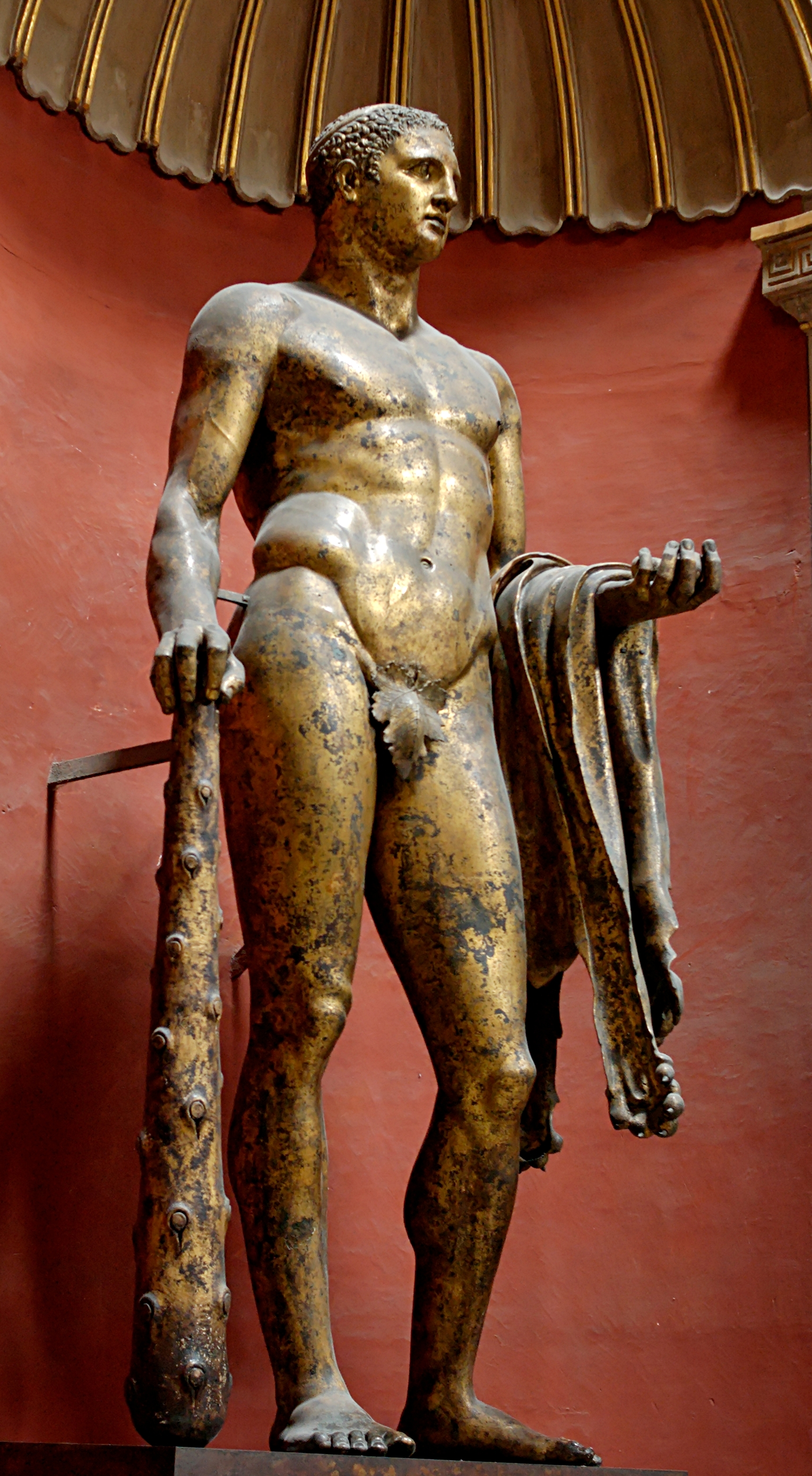
LHercule du théâtre de Pompée (Musées du Vatican).

L’Hercule du Forum Boarium, connu aussi sous le nom d’Hercule capitolin, est une statue en bronze doré conservée aux Musées du Capitole à Rome. Elle est l'une des deux statues en bronze doré d'Hercule trouvées sur le site du forum Boarium de la Rome antique. Les deux statues ont toutes deux été placées en lieu sûr dans le palais des Conservateurs en 1950 et y demeurent aujourd'hui. L'Hercule de Forum Boarium était probablement une image de culte du temple d'Hercule qui se tenait près de l'ancien marché aux bestiaux.

## Histoire
La statue a d'abord été créée pour le culte d'Ara Maxima, qui a été dédié à Hercule par le roi grec Évandre. La légende dit que la statue a été créée pour commémorer l'histoire d'Hercule tuant le voleur Cacus, qui tenta de voler le bétail de Géryon. Découverte sur le site du Forum Boarium de la Rome antique situé au bord du Tibre, parmi les restes du temple qui lui était dédié, démolis sous le pontificat de Sixte IV (1471-84), la statue rejoint très vite le groupe original de bronzes conservés au Capitole. Le temple est transformé en église.
Acquis par les Conservateurs, elle est placée sur une base élevée devant leur palais, en tant que « monument à la gloire de Rome ». En 1510, elle est inventoriée dans le palais des Conservateurs au Capitole où elle est exposée. Elle est ensuite déplacée dans la cour, où la représente Maarten van Heemskerck (1532-1537), puis transférée à l'intérieur du palais dans l'appartement des Conservateurs,.
La statue d'Hercule Aemilianus aurait été commandée soit par Aemilius Paullus, qui a dédié une tombe à Hercule, soit par Scipion Aemilianus. La statue a été retrouvée après que les Romains ont démoli une partie de cette tombe pour créer un espace pour leur nouvelle rotonde. Il y a deux temples antiques où la statue peut avoir été exposée : le temple situé entre le Circus Maximus et l'église Santa Maria et le temple d'Hercule Ameliana. C'est sans doute la statue de culte mentionnée par Pline l'Ancien dans le temple circulaire, le temple d'Hercule Victor, qui était situé dans l'ancien marché aux bestiaux et qui comportait également un autel extérieur dédié à Hercule. La statue d'Hercule du théâtre de Pompée, également connue sous le nom de statue d'Hercule Inviticus, a été découverte en 1864 près du théâtre de Pompée. Il s'agit de la statue en bronze doré d'Hercule qui se trouve maintenant dans la rotonde du Vatican.

## Description
La sculpture, légèrement plus grande que nature, d'une hauteur de 2,41 m, est une œuvre de l'époque hellénistique du IIe siècle av. J.-C., basée sur les canons de proportions établies par Lysippe au début du IVe siècle av. J.-C. La finesse de la tête est soulignée par des cheveux courts d'athlète. Les muscles de la sculpture sont exagérés et la tête est proportionnellement plus petite par rapport au reste du corps.
La statue du Forum Boarium est l'une des deux statues grecques de taille réelle de la Grèce antique. L'autre sculpture est l'Hercule du théâtre de Pompée découverte en 1864 près du théâtre de Pompée et conservée aux musées du Vatican. L'Hercule du Théâtre de Pompée avait été soigneusement enterré sous des tuiles de protection et incisé FCS (Fulgor Conditum Summanium) car il était constamment touché par la foudre. Il représente Hercule s'appuyant sur sa massue et tenant la pomme des Hespérides dans sa main gauche. Sur son avant-bras gauche, il a drapé la peau du lion de Némée qu'il a vaincu lors de son premier travail. Les deux sculptures présentent un contrapposto typique de Lysippe dans lequel le poids de la figure est entièrement projeté sur un pied. Même si leur musculature reste imposante, elles sont en contraste frappant avec l'Hercule Farnèse, beaucoup plus corpulent, barbu et dont la tête est plus grosse.

## Sujet
La statue d'Hercule du Forum Boarium est basée sur l'un des douze travaux d'Héraclès où il doit rapporter les pommes d'or des Hespérides à Eurysthée. Hercule a trouvé Prométhée lors de sa recherche et l'a libéré de sa prison. En retour, Prométhée lui a dit où il pourrait trouver les pommes d'or. Les pommes sont gardées par un dragon à cent têtes nommé Ladon qui ne peut être conquis par Hercule. Pour vaincre Ladon, il a besoin de l'aide d'Atlas, le titan qui tient la Terre et les Cieux sur son épaule. Hercule réussit à convaincre Atlas de l'aider à obtenir les pommes, mais en échange, Hercule doit porter le poids du monde pendant qu'Atlas se les procure. Quand Atlas revient avec les pommes, il ne veut pas reprendre le poids du monde. Hercule trompe Atlas en disant qu'il resterait volontiers et supporterait le monde, mais demande à Atlas s'il peut reprendre le poids afin qu'il puisse ajuster sa cape. Atlas reprend le poids du monde et Hercule ramasse immédiatement les pommes d'or et s'enfuit.
Dans les versions romaines du mythe des travaux d'Hercule, Cacus, sur l'Aventin, volait le bétail pendant qu'Hercule dormait. Hercule a conduit le reste du troupeau près de l'endroit où Cacus avait caché les animaux volés, et ils ont commencé à s'appeler. Hercule a ensuite tué Cacus et, selon les Romains, a fondé un autel où se tenait plus tard le Forum Boarium, le marché aux bestiaux.